# Alexander Prast
Alexander Prast (* 7. Juli 1996) ist ein italienischer Skirennläufer. Er startet in den Disziplinen Abfahrt, Super-G sowie in der Kombination.

## Biografie
Prast nimmt seit Dezember 2011 an FIS-Rennen teil.
Am 13. Januar 2016 gab er sein Debüt im alpinen Skieuropacup. Im Riesenslalom von Folgaria qualifizierte er sich nicht für den 2. Durchgang. Am 12. Dezember 2019 konnte er seine erste Podiumsplatzierung im Europacup mit Platz 3 im Super-G von Zinal holen. An diesem Tag fand auch ein zweiter Super-G in Zinal statt. Diesen konnte Prast für sich entscheiden und seinen ersten Sieg in diesem Bewerb feiern.
Bei den Juniorenweltmeisterschaft 2017 in Are gewann Prast in der Abfahrt die Silbermedaille hinter dem Amerikaner Sam Morse. Sein Weltcupdebüt bestritt Prast am 25. November 2017 in der Abfahrt von Lake Louise. Mit Platz 70 platzierte er sich weit außerhalb der Punkteränge. Das erste Mal im Weltcup anschreiben konnte Prast in der Superkombination von Wengen am 17. Januar 2020 mit Platz 28.
Durch seine Leistungen im Europacup 2019/20 erreichte er in der Super-G-Wertung Rang 2. Dadurch konnte er sich einen Fixplatz in dieser Disziplin für die Weltcupsaison 2020/21 sichern. Gleich im ersten Super-G in Val-d’Isère am 12. Dezember 2020 kam Prast kurz vor dem Ziel schwer zu Sturz. Damit war die Saison für den Italiener vorzeitig vorbei.

## Erfolge

### Weltcup
- 1 Platzierung unter den besten 30

### Weltcupwertungen
| Saison  | Gesamt | Gesamt | Kombination | Kombination |
| Saison  | Platz  | Punkte | Platz       | Punkte      |
| ------- | ------ | ------ | ----------- | ----------- |
| 2019/20 | 158.   | 3      | 42.         | 3           |

### Europacup
- Saison 2019/20: 4. Gesamtwertung, 2. Super-G-Wertung, 9. Abfahrtswertung, 46. Kombinationswertung
- 3 Podestplätze, davon 1 Sieg:

| Datum             | Ort   | Land    | Disziplin |
| ----------------- | ----- | ------- | --------- |
| 12. Dezember 2019 | Zinal | Schweiz | Super-G   |

### Juniorenweltmeisterschaften
- Sochi 2016: 33. Abfahrt
- Are 2017: 2. Abfahrt, 9. Super-G, 17. Kombination

### Weitere Erfolge
- 3 Siege in FIS-Rennen